# Olpium arabicum
Olpium arabicum är en spindeldjursart som beskrevs av Simon 1890. Olpium arabicum ingår i släktet Olpium och familjen Olpiidae. Inga underarter finns listade i Catalogue of Life.